# Auvers (Manche)
Auvers ist eine französische Gemeinde, die im Département Manche in der Region Normandie liegt.

## Geographie
Auvers liegt auf der Halbinsel Cotentin, im Regionalen Naturpark Marais du Cotentin et du Bessin, in der Nähe von Carentan.
Angrenzende Gemeinden sind Baupte, Appeville, Carentan les Marais, Méautis, Gorges und Montsenelle.

## Toponymie
Die Bedeutung ist ungewiss. Auvers stammt aus dem Gallischen Alvern (vgl. lt. Arveni: es handelt sich um einen Stamm nach dem die Auvergne benannt wurde).

## Bevölkerungsentwicklung
| Jahr      | 1962 | 1968 | 1975 | 1982 | 1990 | 1999 | 2008 | 2018 |
| Einwohner | 675  | 627  | 573  | 563  | 571  | 589  | 661  | 676  |

## Wirtschaft
In Auvers und im benachbarten Méautis wird ein aus 4 Windrädern bestehender Windpark betrieben.

## Sehenswürdigkeiten
- Kirche Saint-Étienne, die am 21.  März 1994 in die Liste der historischen Denkmäler aufgenommen worden ist[3]. Das Taufbecken steht als Gegenstand unter Denkmalschutz[4].
- Schloss, dessen Fassaden und Dächer seit dem 2. November 1972 in die Liste der historischen Denkmäler aufgenommen worden sind[5].

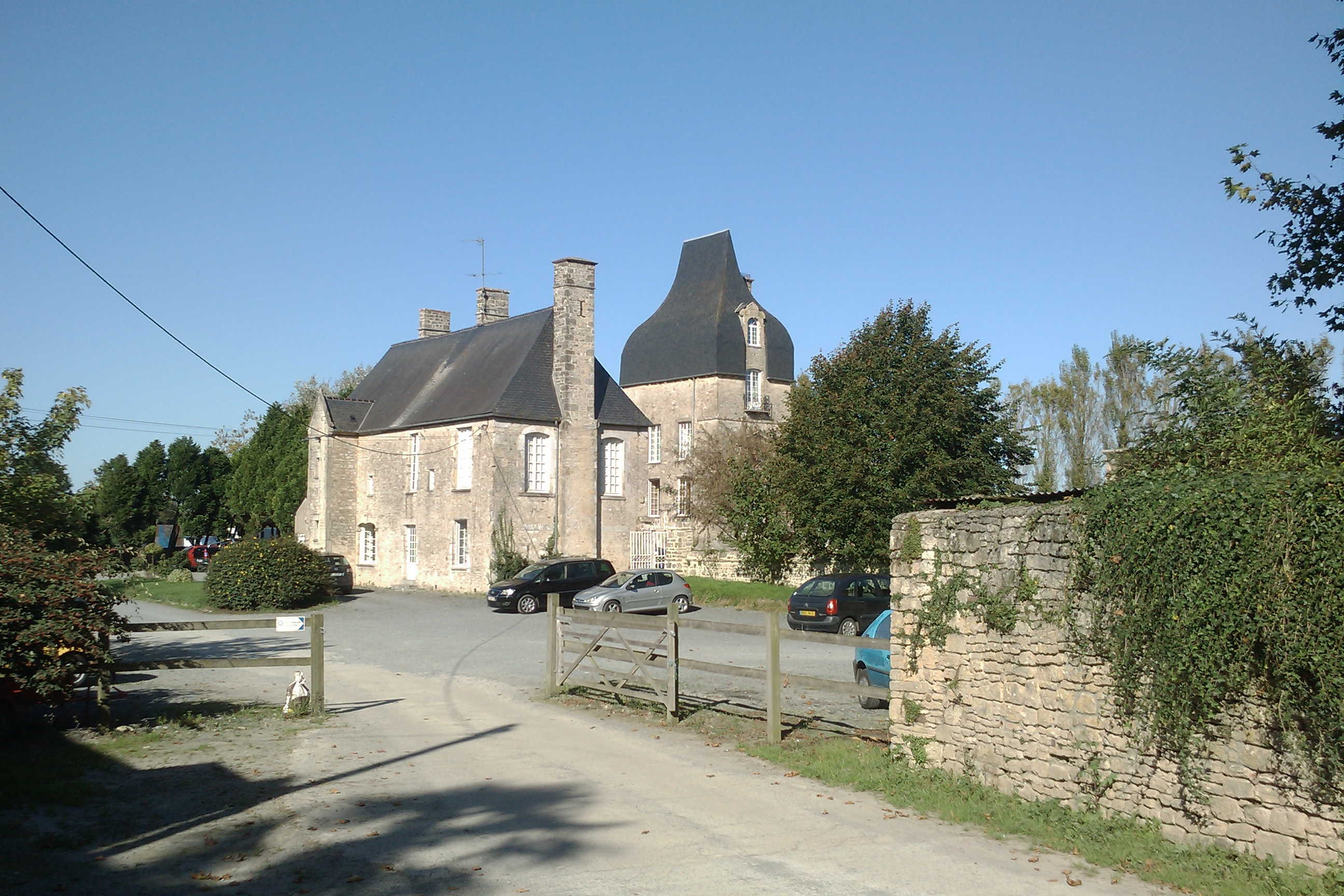
Schloss Auvers
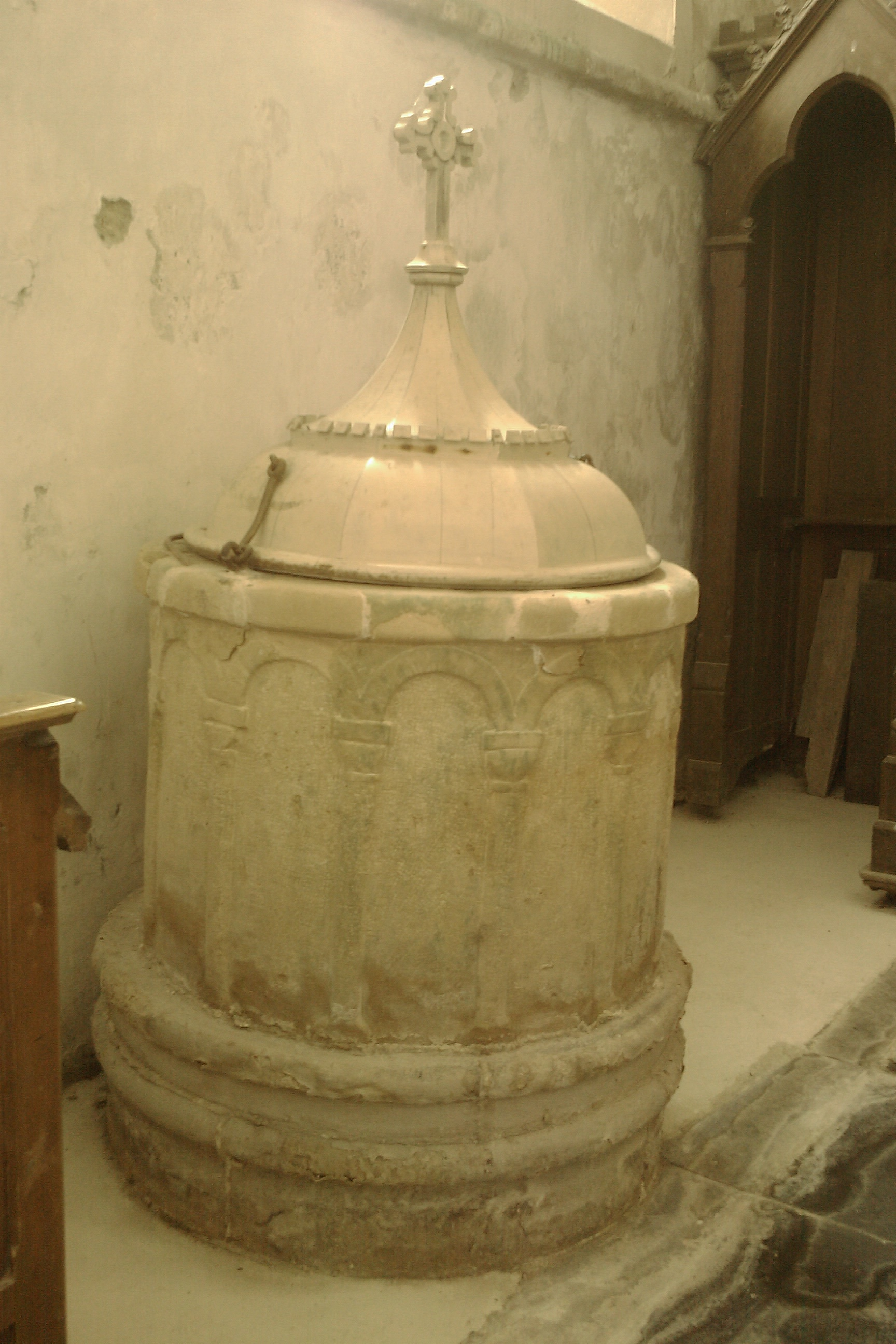
Taufbecken

## Persönlichkeiten
- Henri Touzard (1894 in Auvers geboren – 1984), nahm fünf Mal am Tour de France zwischen 1923 und 1927 teil.